# Château de la Cour (Ménil-Gondouin)
Pour les articles homonymes, voir Château de la Cour.
Le château de la Cour est un édifice situé à Ménil-Gondouin, en France.

## Localisation
Le monument est situé dans le département français de l'Orne, sur le territoire de la commune de Ménil-Gondouin, à 500 m au nord-est de l'église Saint-Vigor.

## Historique
Le château est celui d'Antoine de Turgot. Il a été construit dans la première moitié du XVIIe siècle.
Le parc est aménagé vers 1626.
Sont inscrits au titre des monuments historiques par arrêté du 16 mars 1987 :
- les façades et les toitures de l'ancien logis du XVIe siècle ;
- les parties subsistantes de l'ancien château — les douves fermant la cour d'honneur, les façades et les toitures des deux pavillons carrés et mur les reliant ;
- le bâtiment des communs ;
- au nord, le colombier et la boulangerie attenante ;
- au sud, les façades et les toitures du bâtiment de ferme du XVIIe siècle ;
- à l'ouest, la maison du garde avec cheminée, four et pêcherie attenante ;
- le parc avec ses murs de clôture ;
- le bassin supérieur avec ses maçonneries ;
- le bassin de plaisance avec ses maçonneries ;
- la terrasse qui le borde au nord ;
- la terrasse et l'allée de tilleuls qui le bordent au sud.

## Architecture
Il s'agit d'un ensemble de petits bâtiments du début du XVIIe siècle. Les seuls restes du château sont les deux pavillons carrés qui encadraient sa façade et certains aménagements présents dans le parc. Le reste est composé d'un logis du XVIe siècle, d'anciens communs, d'une maison de garde et d'un ensemble de bâtiments de ferme dans un parc.
Le pavillon de style Louis XIII a une charpente en dôme à l'impériale.